# Meister von Marradi

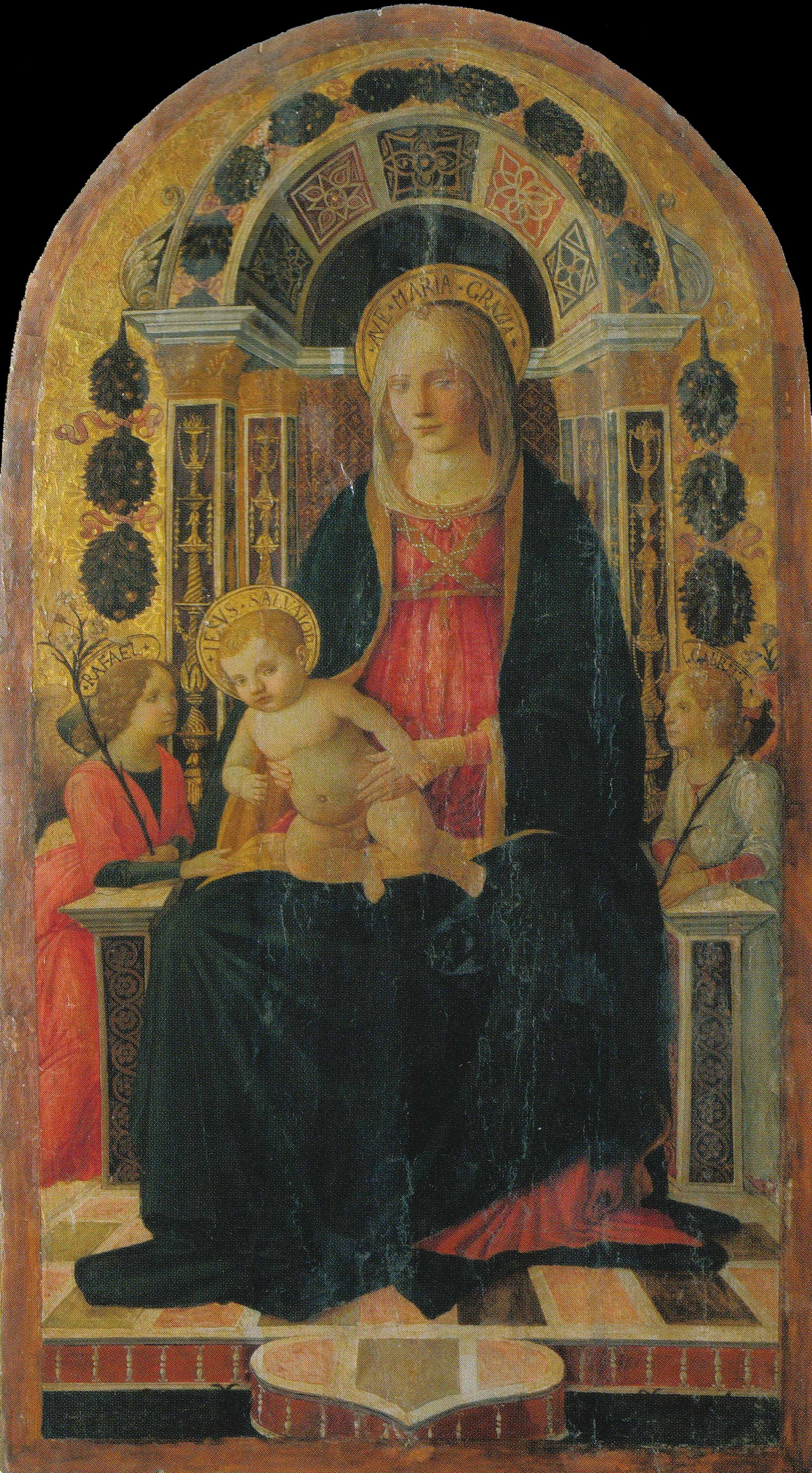
Madonna mit Kind und den Erzengeln Gabriel und Raphael, Museo di arte sacra, Tavarnelle Val di Pesa

Als Meister von Marradi (it. Maestro di Marradi) wird ein Maler der Renaissance in Norditalien bezeichnet, der in der Zeit von ungefähr 1470 bis 1513 zahlreiche Werke geschaffen hat.

## Einordnung
Der Meister hat Madonnen- und Heiligenbilder und andere Gemälde mit christlich-religiösen Themen gemalt. Es werden ihm weiter einige Bilder mit Motiven aus Mythologie und Geschichte der Antike zugerechnet, vor allem Bilder auf Cassoni, bemalten Hochzeitstruhen reicher Bürgerfamilien.
Der namentlich nicht bekannte Künstler war wohl in der Toskana, vielleicht bei Florenz ansässig und ist nach seinen fünf Werken benannt, die aus dem Kloster Santa Reparata, der Badia del Borgo, bei Marradi stammen. Durch Stilvergleich konnten ihm dann zahlreiche weitere Arbeiten zugeordnet werden.
Stilistisch steht der Meister von Marradi zuerst wohl unter dem Einfluss seines Zeitgenossen Domenico Ghirlandaio, eines Renaissancemalers in Florenz. In Spätwerken des Meisters soll dann auch der Einfluss von Botticelli und Perugino erkennbar sein, ebenfalls seine Zeitgenossen.
Ein weiterer Zeitgenosse des Meisters von Marradi war der Meister von Tavarnelle, ein Maler in der Toskana, der ebenfalls religiöse und weltliche Bilder malte und wie der Meister ein Nachfolger Ghirlandaios war.

## Werke (Auswahl)
Man datiert die ersten Werke des Meisters in die Zeit des Abtes Taddeo Adimari, eines Freundes von Lorenzo il Magnifico. Die fünf namensgebenden Bilder aus der Badia di Santa Reparata, darunter einige, die die Patronin des Klosters Reparata und auch den Gründer der Abtei Johannes Gualbertus darstellen, befinden sich heute in der Kirche San Lorenzo: in Marradi. Es sind dies:
- Madonna mit Kind und den Heiligen Benedict, Reparata, Johannes Gualbertus und Bernardo degli Uberti, (um 1498)
- Die Heiligen Antonius, Sebastian und Lucia
- Gnadenmadonna
- Der Heilige Johannes Gualbertus
- Altarbild mit der Heiligen Reparata

Dem Meister von Marradi konnte ein sehr umfangreicher Werkkatalog zugeschrieben werden, darunter die folgenden weiteren religiösen Bilder:
- Madonna mit Kind und den Erzengeln Gabriel und Raphael, (1470/1480, aus der Kirche San Lorenzo in Cortine), Museo di arte sacra, Tavarnelle Val di Pesa
- Verkündigung, (1510), Kapelle des Seminars in Pesaro.
- Madonna mit Kind und Heiligen (1512), Kirche Santo Stefano in Palazzuolo sul Senio.
- Thronende 'Madonna mit Kind (1513), Kirche Santa Cristina, Montefiridolfi (bei San Casciano in Val di Pesa)
- Mandonna mit Kind und dem jungen Johannes Baptista, Ashmolean Museum, Oxford
- Mandonna mit Kind und dem jungen Johannes Baptista und zwei Engeln, Musée du Petit Palais, Avignon
- Der Tempelschatz wird von Nebukadnezar in das Haus Gottes gebracht, um 1500, High Museum of Art, Atlanta, Georgia
- Judith und Holofernes, um 1500, Dayton Art Institute, Dayton, Ohio

Weiter konnten dem Meister unter anderem ebenfalls zwischen 1470 und 1510 entstandene Werke auf Cassoni zugeordnet werden:
- Raub der Sabinerinnen und Versöhnung, Cassone, um 1480, Harewood House, Leeds (aus der Sammlung Earl and Countess of Harewood)
- Geschichte des Lehrers von Falerii, um 1500, National Gallery, London
- Der Triumph des Jason, Privatbesitz[1]